# 쓸개주머니관
쓸개주머니관(cystic duct) 또는 담낭관(胆囊管)은 쓸개를 온쓸개관과 연결하는 짧은 관이다. 보통 간동맥에 이웃하여 있다. 길이는 사람마다 다양하다. 안에는 헤이스터 나선판막이 존재하며 쓸개즙의 흐름을 돕는다.

## 기능
쓸개즙은 쓸개 쪽과 온쓸개관 쪽, 양쪽으로 모두 흐를 수 있다. 이러한 방식으로 쓸개즙은 식사 시간 동안 쓸개에 저장된다. 기름진 음식에 의해 분비가 자극되는 호르몬인 콜레시스토키닌은 간에서의 쓸개즙 생산 증가, 쓸개의 수축, 오디조임근의 이완으로 인해 쓸개즙 분비를 촉진한다.

## 임상적 중요성
담석이 들어와 쓸개관을 막고 그 결과 쓸개즙의 흐름이 막힐 수 있다. 쓸개 내압이 증가하면 쓸개가 붓고 통증이 생길 수 있다. 이렇게 생긴 통증은 쓸개급통증(담석산통)이라고 하며 갑작스럽게 발생한다.
쓸개절제술을 시행할 때 쓸개관을 두세 번 클립으로 고정한 후, 클립 사이를 잘라 쓸개를 들어낼 수 있도록 만든다.

## 추가 이미지

쓸개관이 그려져 있는 소화계의 모습
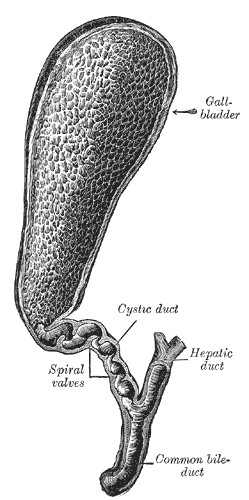
열려 있는 쓸개와 쓸개관
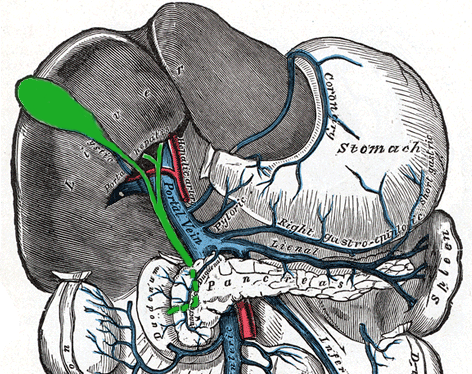
간문맥과 그 지류
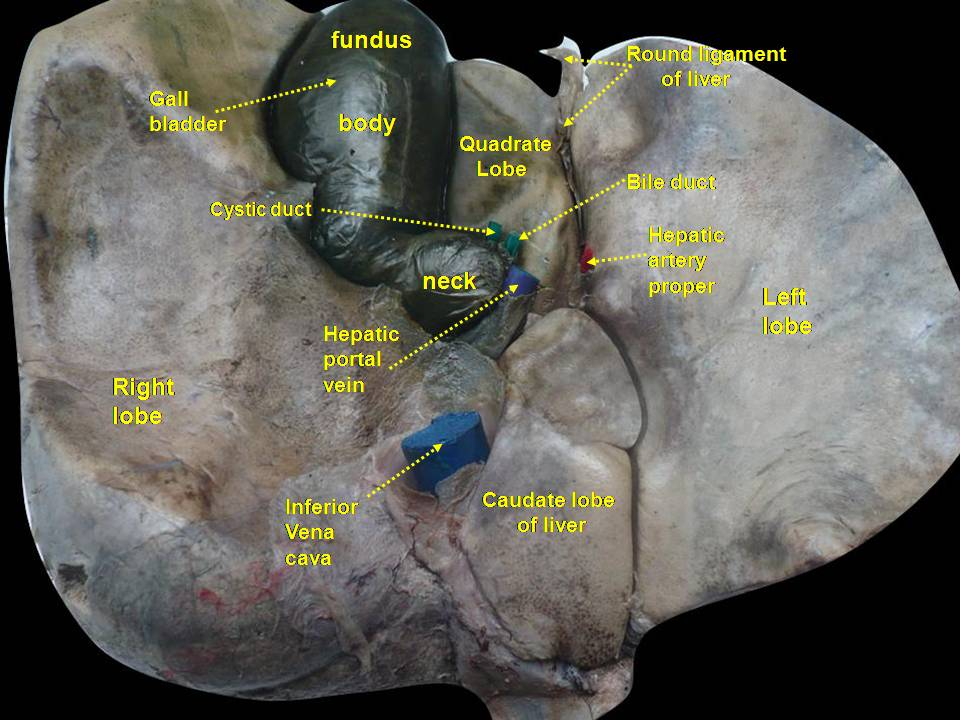
쓸개관